# Ruby Ashbourne Serkis
Ruby Ashbourne Serkis, född 1998 i Hackney, London, är en brittisk skådespelare.
Ashbourne Serkis har bland annat medverkat i TV-serierna Brevet till kungen, Becoming Elizabeth och Shardlake.

## Filmografi (i urval)
- 2020 – Brevet till kungen (TV-serie)
- 2022 – Becoming Elizabeth (TV-serie)
- 2024 – Shardlake (TV-serie)
- 2025 – Jack Wrights testamente (TV-serie)